# Michael Schaap

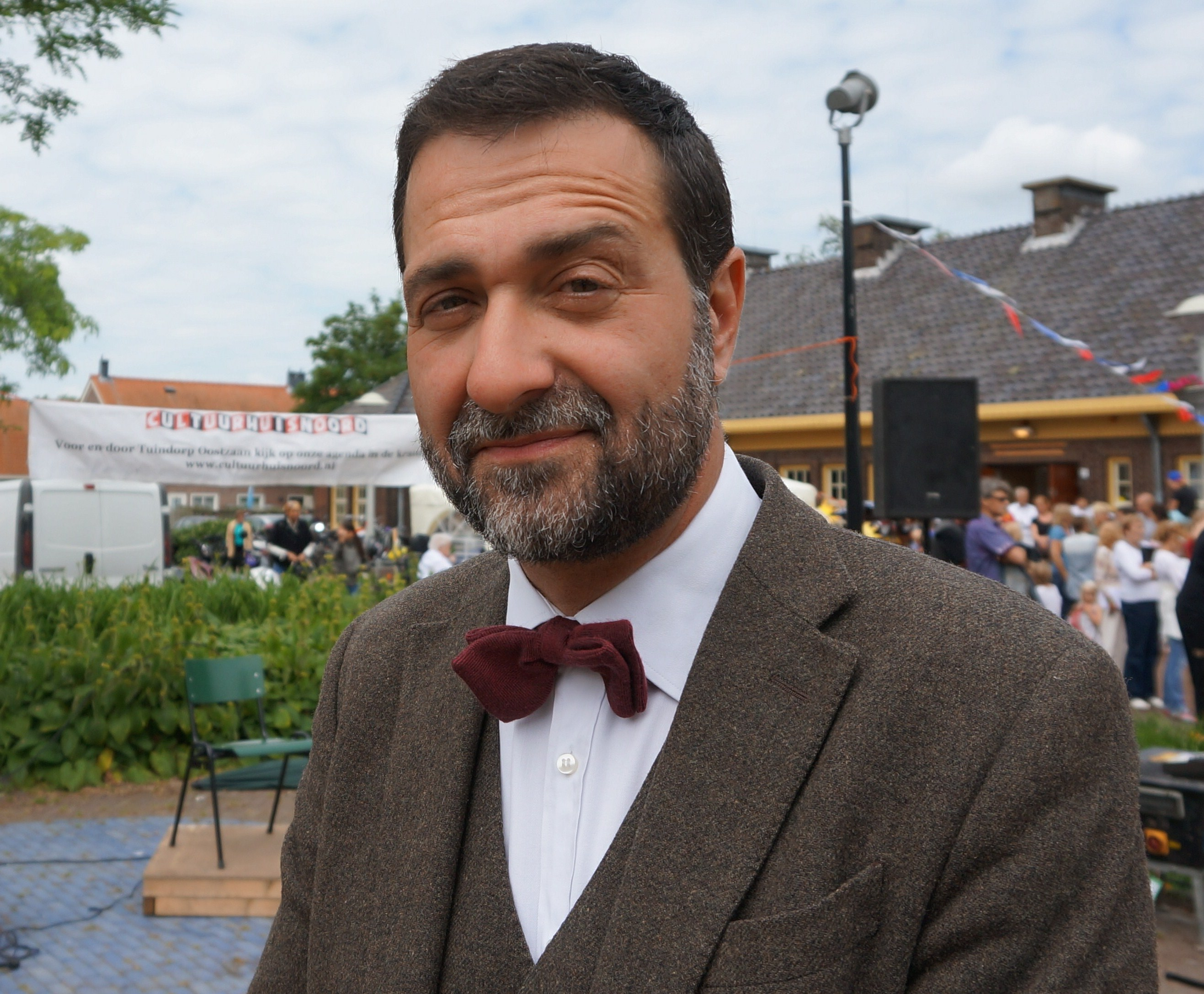
Michael Schaap als De Hokjesman

Michael Schaap (Amsterdam, 10 september 1968) is een Nederlands documentairemaker, programmamaker en regisseur. In 1991 studeerde hij af in politicologie aan de Universiteit van Amsterdam  en in 1996 aan de Amsterdamse Hogeschool voor de Kunsten (Nederlandse Filmacademie). Daarna werkte hij meerdere jaren bij de VARA en de VPRO als programmamaker.
Bekend werd hij in 2009 met zijn documentaire De Viagraman. In 2013, 2014 en 2016 maakte hij drie series van De Hokjesman, waarin hij op antropologische zoektocht ging naar de subculturen die er in Nederland zijn.
Michael Schaap is van Joodse afkomst en spreekt zich uit tegen het verwijderen van de voorhuid bij jongetjes. In 2005 maakte hij de documentaireaflevering Mama, waarom ben ik besneden? voor de serie Het Geluk van Nederland.
In 2016 was De Hokjesman genomineerd voor de Zilveren Nipkowschijf, maar in juni werd Zondag met Lubach de uiteindelijk uitgekozen winnaar.  Op Twitter noemde de programmamaker de jury "de enige echte verliezer".
Op 21 en 22 september 2017 was Schaap dagvoorzitter van het 38e symposium van de Leidse Veerstichting.

## Werkzaamheden
Hij werkte onder andere als programmamaker voor:
- Het Geluk van Nederland, VPRO
- Levi & Sadeghi, VPRO
- Lopende Zaken, VPRO
- Waskracht!, VPRO
- Veldpost, VPRO
- Circus Pavlov, VARA
- De Wereld Draait Door, VARA
- De Hokjesman, VPRO, 2013–2016

- Gemeinsame Normdatei: 106715521X
- Virtual International Authority File: 314860081
- WorldCat: E39PBJrKYmbHP4V4yv7CtpVDMP